# Pandemia de COVID-19 en Río Grande del Sur
El primer caso de la pandemia de enfermedad por coronavirus en Río Grande del Sur, estado de Brasil, inició el 10 de marzo de 2020. Hay 60.044 casos confirmados y 1.611 fallecidos.

## Cronología

### Marzo
El 10 de marzo se confirma el primer caso de la COVID-19 en el estado, específicamente en la localidad de Campo Bom. El paciente es un hombre de 60 años con antecedentes de viajes a Italia, entre el 16 y el 23 de febrero del mismo año.
El 28 de marzo, el estado registró su primera muerte por la COVID-19 en Porto Alegre, capital de Río Grande del Sur. Esta era una mujer de 22 años que vivía en Dom Pedrito y estaba en Porto Alegre para recibir tratamiento contra el cáncer cuando contrajo el coronavirus. La muerte fue confirmada por el Departamento de Salud del Estado, no tenía antecedentes de viaje.

## Registro
Lista de municipios de Río Grande del Sur con casos confirmados:
| Posición | Municipio       | N.º casos | N.º muertes |
| -------- | --------------- | --------- | ----------- |
| 1        | Porto Alegre    | 454       | 16          |
| 2        | Passo Fundo     | 184       | 14          |
| 3        | Lajeado         | 115       | 5           |
| 4        | Marau           | 74        | 1           |
| 5        | Bento Gonçalves | 65        | 3           |
| 6        | Caxias do Sul   | 52        | 0           |
| 7        | São Leopoldo    | 46        | 1           |
| 8        | Novo Hamburgo   | 32        | 2           |
| 9        | Bagé            | 29        | 0           |
| 10       | Canoas          | 29        | 2           |
| 11       | Santa Maria     | 26        | 0           |
| 12       | Garibaldi       | 23        | 1           |
| 13       | Viamão          | 23        | 0           |
| 14       | Gravataí        | 21        | 1           |
| 15       | Pelotas         | 21        | 0           |